# محمد طاهر جيلاني
محمد طاهر جيلاني سياسي سوداني، ولد بسواكن سنة 1940م .

## نبذة
أمضى محمد دراسته الابتدائية والوسطى والثانوي بسواكن وبورتسودان.و أمضى دراساته الجامعية بجامعة الخرطوم في كلية الآداب سنة 1964م حيث نال دبلوم الإدارة.

## العمل
عمل محمد طاهر جيلاني كضابط إداري ومفتش مركز طوكر بالبحر الأحمر والدلنج بجنوب كردفان وطمبرة بغرب الاستوائية ثم مساعد محافظ البحر الأحمر حتى 1982م محافظ لمحافظة كسلا الكبرى 1983 إلى 1984م. وكان كذلك عضواً بالجمعية التأسيسية لدائرة أروما الجنوبية 1985م .إضافة أن طاهر عمل أيضا وزيراً للأشغال والإسكان والمرافق العامة 1986 إلى 1988م و عضوا بالمكتب السياسي للحزب الإتحادي الديمقراطي 1985 ومازال  حتى الآن عضو بالمجلس الوطني 2005م .

## الاهتمامات العامة
محمد طاهر الجيلاني من المهتمين بالشأن البجاوي وشؤون شرق السودان ومن مؤسسي مؤتمر البجا الأول 1958م خلال فترة الدراسة الجامعية قدم بعض المساهمات السياسية إبان فترة الحكم المايوي و الاتحاد الاشتراكي.